# NBSニュース FNN
『NBSニュース FNN』（エヌビーエスニュース エフエヌエヌ）は、1969年4月1日の開局から2003年6月29日まで長野放送で使用されていた『産経テレニュースFNN』の差し替えタイトルである。

## 概要
長野放送開局時から主に昼枠での差し替えに使用。1982年4月1日から1993年9月29日までは、平日午後の自主制作枠にも使用されていた。2003年6月29日限りで差し替えタイトルと自主制作のスポットニュース枠が『NBSニュース』に統一されたのを機に終了した。

## 放送時間
いずれもJST。

### 昼枠
- 平日 12:45 - 13:00、日曜 11:45 - 11:55 （1969年4月1日 - 1975年3月30日）
- 平日 12:30 - 12:55、土曜・日曜 11:40 - 11:55 （1975年3月31日 - 1975年10月3日）
- 土曜・日曜 11:40 - 11:55 （1975年10月4日 - 1977年4月3日） - この間、平日には『FNNニュース12:00』を放送。
- 平日 11:50 - 12:00、土曜・日曜 11:40 - 11:55 （1977年4月4日 - 1982年3月31日）
- 土曜 11:45 - 11:55、日曜 11:50 - 12:00 （1982年4月1日 - 1992年3月29日）
- 日曜 11:50 - 12:00 （1992年4月5日 - 2003年6月29日）

### 午後枠
- 月曜 - 水曜 14:00 - 14:05 （1982年4月1日 - 1993年9月29日） - 差し替えになるケースでもこのタイトルを使用。この時期、木曜日のタイトルは『中日新聞ニュース』、金曜日のタイトルは『産経テレニュースFNN』であった。